# Albert Viladot i Presas
Albert Viladot i Presas   (Barcelona, 1954 - Barcelona, 9 de febrer de 1993) va ser un periodista català. Es va llicenciar en Ciències de la Informació per la Universitat Autònoma de Barcelona (UAB). Va treballar en premsa, ràdio i televisió. A partir del 1978, va treballar a Mundo Diario, Ràdio Barcelona, La Vanguardia i El Periódico. També va col·laborar en altres publicacions: El Món, El Temps, Tiempo, Interviú. Va ser director del diari Avui, on ja col·laborava setmanalment amb una crònica política.
Va col·leccionar un gran nombre de publicacions clandestines de l'època franquista que abraça tot l'espectre de la ideologia política. Aquesta col·lecció va ser constituïda en el Fons Albert Viladot i donada al Centre de Documentació de la Comunicació (CEDOC) de la UAB. Va ser un dels impulsors de la Fundació Acta, i va rebre el premi Ciutat de Barcelona en la categoria de Premsa, Ràdio i Televisió el 1982.
En televisió va començar al programa de Televisió Espanyola a Catalunya (TVE-Catalunya) Memòria popular. En acabat va dirigir el Telenotícies Nit i va conduir el programa A debat de Televisió de Catalunya (TVC).

## Obres
- Nacionalisme i premsa clandestina (1939-1951) (1987) premi Xarxa el 1985.
- Catalunya: Història d'un maniqueisme (1988) premi Avui l'any 1987
- L'esquerra nacionalista. Diàlegs amb Heribert Barrera (1988)
- L'Estatut: entre el desig i la realitat (1989)